# Gotarrendura
Gotarrendura település Spanyolországban, Ávila tartományban. Gotarrendura Hernansancho, Peñalba de Ávila, Las Berlanas és El Oso községekkel határos. Lakosainak száma 167 fő (2024).

## Népesség
A település népessége az utóbbi években az alábbiak szerint változott:
| Lakosok száma | 172  | 180  | 189  | 196  | 173  | 170  | 162  | 162  | 169  | 167  |
|               | 2001 | 2004 | 2006 | 2009 | 2011 | 2014 | 2016 | 2019 | 2021 | 2024 |